# François Masson (sculpteur)
Pour les articles homonymes, voir François Masson et Masson.
François Masson, né en 1745 à La Vieille-Lyre et mort le 18 décembre 1807 à Paris, est un sculpteur français.

## Biographie
Fils d’un ouvrier des forges, François Masson ne reçoit ses premières leçons de dessin qu’à 17 ans. Il est possible que ses premiers maîtres soient les religieux de son village, les moines de l’abbaye de Lyre. Son frère, Louis, le place chez un sculpteur de Pont-Audemer, Guillaume Cousin. C’est en réalisant les bustes du maréchal de Broglie et de son frère, l’évêque de Noyon qu’il obtient la protection de ces puissants personnages. Il poursuit sa formation en suivant les cours de Guillaume II Coustou à Paris. 
Peu après 1770, l’évêque de Noyon, Charles de Broglie, lui confie sa première œuvre importante : la réalisation d’une fontaine monumentale dans sa ville épiscopale. Elle montre deux statues symbolisant la France et l’Empire s’échangeant des médaillons représentant les nouveaux mariés : le futur Louis XVI et Marie-Antoinette. Content de son travail, le prélat emmène François Masson en Italie avec lui. Il y reste cinq ans.
François se spécialise dans la sculpture de bustes et de statues d’hommes célèbres. En 1778, il réalise le buste de Jean-Rodolphe Perronet, premier ingénieur des Ponts-et-Chaussées. À noter que son frère Louis Masson, lui-même ingénieur de ce corps et ancien élève de Perronet n’est sûrement pas étranger à cette commande.
Fort de son expérience italienne, le sculpteur reçoit une commande notable du maréchal de Broglie, devenu gouverneur de Metz : il est chargé de la décoration du palais du gouvernement. Pendant six ans, de 1779 à 1785, il sculpte donc figures et trophées sur les façades du bâtiment.
La Révolution, dont il épouse les idéaux, n’interrompt pas sa carrière. Il sculpte les bustes des personnages marquants de la Constituante tandis que son protecteur, le maréchal de Broglie, préfère, lui, s’exiler. François se montre particulièrement zélé en participant à la décoration du Panthéon et en offrant deux statues à la Convention. En 1791, il est retenu pour collaborer aux travaux « d’habillage » civique du Panthéon sous la direction de Quatremère de Quincy. Dans un autre registre, il s’efforce de protéger et de restaurer de nombreuses œuvres d’art de l’Ancien Régime que les Révolutionnaires cherchent à détruire. Ce n’est qu’à partir de 1797 qu’il devient incontournable. Il a alors cinquante-deux ans. Il est nommé directeur de toutes les sculptures du Palais des Tuileries et des jardins des Tuileries. Il est aussi chargé des sculptures au Conseil des Anciens.
Napoléon lui apporte la consécration puisqu’il fait partie des sculpteurs officiels du Consulat puis de l’Empire. On doit à François Masson plusieurs statues de grands dignitaires comme celle de l’architrésorier, Charles-François Lebrun. Le tombeau de Vauban aux Invalides est aussi son œuvre. Napoléon lui confie surtout la sculpture des bustes de nombreux généraux de la Révolution et de l’Empire : Masséna, Pichegru, Caffarelli, Bessières, Lannes… Ces marbres servent à la décoration du Palais des Tuileries, bâtiment malheureusement disparu dans l’incendie allumé par la Commune en 1871. C’est pourquoi on conserve nombre de copies en plâtre des œuvres de François Masson et plus rarement les originaux (voir les collections du château de Versailles).
Décoré de la Légion d'honneur en 1806, François Masson meurt à la suite d'une maladie qu’aurait causée le surmenage. Il laisse plusieurs statues inachevées (Caffarelli, Le Brun). Le sculpteur Roland se propose de les terminer. On découvre également dans son atelier parisien plusieurs œuvres réalisées pour ses loisirs : Flore ou la Jeunesse, Venus se regardant dans un miroir, une Bacchante endormie, etc.
Il est le beau-père du général Jean-Baptiste Pierre de Semellé.

## Distinctions
- Chevalier de la Légion d'honneur (1806).

## Œuvres

### Dessins
- Décoration murale ayant pour sujet des thèmes tirés de l’Énéide, Paris, musée du Louvre, département des Arts graphiques
- Étude de corniches, Paris, musée du Louvre, département des Arts graphiques
- Étude pour un plafond, Paris, musée du Louvre, département des Arts graphiques
- Études de fronton et de décoration murale avec l’Enlèvement d’Europe, Paris, musée du Louvre, département des Arts graphiques

### Sculptures
- Buste de Perronet, ingénieur (1708-1794), Toulouse, musée des Augustins
- Jean Baptiste Kléber (Strasbourg, 1753-Le Caire, 1800), général de division, Paris, musée du Louvre, département des sculptures
- Monument à Jean-Jacques Rousseau (1801), groupe (modèle), plâtre, Paris, musée du Louvre[1]
- Buste de femme à l'antique (1806), marbre, Clermont-Ferrand, musée d'Art Roger-Quilliot
- Buste de femme à l'antique (1806), marbre, Clermont-Ferrand, musée d'art Roger-Quilliot
- Portrait du peintre Claude Gellée dit Le Lorrain (1600-1682) (1806), buste, marbre, Paris, musée du Louvre
- Portrait du général de division Jean-Baptiste Kléber (1753-1800), buste, marbre, Paris, musée du Louvre
- Portrait du maréchal d’Empire Jean Lannes, duc de Montebello (1769-1809), buste, plâtre, Versailles, châteaux de Versailles et de Trianon
- Charles-François Lebrun, duc de Plaisance, architrésorier de l’Empire (1739-1824) (1807), statue plus grande que nature, marbre, Versailles, châteaux de Versailles et de Trianon
- Louis-Marie-Joseph dit Maximilien Caffarelli du Falga, général de brigade (1756-1799), (1807), statue plus grande que nature, marbre, Versailles, châteaux de Versailles et de Trianon
- Avec la collaboration de Jean-Joseph Lepaute, Diane assise, pendule à cadran tournant, bronze doré patiné, Rueil-Malmaison, châteaux de Malmaison et Bois-Préau

- D’après François Masson, Portrait du général de brigade Louis-Marie-Joseph-Maximilien Caffarelli du Falga (1756-1799) (1839), buste, plâtre, Versailles, châteaux de Versailles et de Trianon
- D’après François Masson, Portrait du général d’Empire Jean-Baptiste Bessières, duc d’Istries (1768-1813), buste, buste, plâtre, Versailles, châteaux de Versailles et de Trianon
- D’après François Masson, Portrait du maréchal d’Empire Louis-Alexandre Berthier, prince de Neufchâtel et de Wagram (1753-1815) (1835), buste, plâtre, Versailles, châteaux de Versailles et de Trianon
- D’après François Masson, Portrait du maréchal d’Empire André Masséna, duc de Rivoli, prince d’Essling ((1756-1817) (1835), buste, plâtre, Versailles, châteaux de Versailles et de Trianon
- D’après François Masson, Portrait du maréchal Charles-Pierre-François Augereau, duc de Castiglione (1757-1816) (1837), buste, plâtre, Versailles, châteaux de Versailles et de Trianon
- D’après François Masson, Portrait du maréchal d’Empire Jean Mathieu, comte Sérurier (1742-1819), (1837), buste, plâtre, Versailles, châteaux de Versailles et de Trianon
- D’après François Masson, Portrait du général en chef Jean-Baptiste Kléber (1753-1800), buste, plâtre, Versailles, châteaux de Versailles et de Trianon.